# Plotkara: Wejście Carlsów
Wejście Carlsów. Plotkara – dalszy ciąg serii książek młodzieżowych Plotkara napisana przez Cecily von Ziegesar. W Polsce pierwszy tom został wydany w 2008 roku przez wydawnictwo Amber.

## Bohaterowie
Główni bohaterowie:
- Avery Carls – ma imię po babci; jasnozłociste włosy, kobaltowo-niebieskie oczy, goniąca za trendami, bogini jak z bajki w sukienkach od Marini; "Toczy wojnę" z Jack Laurent; ona, Baby i Owen są trojaczkami wychowanymi tylko przez matkę; przeprowadzili się do Nowego Jorku ze Sconset do Nantucket.
- Baby Carls – była nieoczekiwanym dzieckiem, najmłodsza z trójki; tęskni za swoim chłopakiem; na początku nie rozstaje się z jego bluzą, którą przez przypadek jej zostawił. Po jakimś czasie spotyka J.P. i zakochują się w sobie.
- Owen Carls – brat Avery i Baby, najstarszy z trojaczków, ma imię po dziadku; przystojniak o dość surowej urodzie, naga pierś, złociste włosy; należy do drużyny pływackiej w szkole św. Judy; nie może zapomnieć o dziewczynie, z którą spędził wyjątkową noc. Przedstawiła się jako Kat. Okazuje się, że tak naprawdę ma na imię Kelsey i jest dziewczyną jego nowego przyjaciela.
- Rhys Sterling – kapitan drużyny pływackiej w szkole św. Judy; nowy przyjaciel Owena. Marzy, że w końcu zrobi to ze swoją dziewczyną, którą zna od małego, Kelsey; Jego matka prowadzi program pt. "Herbatka z lady Sterling".
- Jacqueline "Jack" Laurent – zaczęło się od incydentu w sklepie. Jedna torebka, dwie dziewczyny. Jack i Avery się nienawidzą i rywalizują ze sobą. Chodziła z J.P., ale zerwał z nią, by być z Baby Carls.
- Kelsey "Kat" Talmadge – była dziewczyna Rhysa. Znali się od dziewiątego roku życia. Poznała Owena zeszłego lata w Nantucket, gdzie oboje kochali się po raz pierwszy na plaży i stracili dziewictwo. Dała mu bransoletkę z napisem KAT, by ją zapamiętał na zawsze. Po jakimś czasie Kat odwiedziła Rhysa w szkole i tak Kelsey i Owen ponownie się spotkali. Kelsey rozstała się z Rhysem, a gdy ten odkrył, że tajemniczym chłopakiem Kat jest Owen, pobili się.
- J.P. Cashman – Jedyny syn Dicka i Tatiany Cashman. Chodzi do Riverside i od dłuższego czasu jest chłopakiem Jack. Jednak zostawił ją dla Baby, która wyprowadzała jego psy. Po krótkim romansie z Baby, J.P. wraca do Jack.

## Książki
1. Wejście Carlsów. Plotkara 12[a] (The Caryles, 2008)
2. Nigdy nie mów dość. Wejście Carlsów. Plotkara 13 (You just can't get enough, 2008)
3. Daj mi szansę. Wejście Carlsów. Plotkara 14 (Take a chance on me, 2009)
4. Kochaj tylko tego, z kim jesteś. Wejście Carlsów. Plotkara 15 (Love the One You're With) – premiera ang: październik 2009